# 서부 전선 이상 없다 (1930년 영화)
《서부 전선 이상 없다》(All Quiet On The Western Front)는 1930년 개봉한 에리히 마리아 레마르크의 동명의 소설을 바탕으로 제작된 미국의 서사적 영화이다. 루이스 마일스톤 감독에 의하여 제작되었으며 루이스 울하임, 류 에어스, 존 레이 주연으로 제1차 세계대전의 비극적 실상을 묘사하였다.
1990년 이 영화는 미국 의회도서관에 의해 문화적으로, 역사적으로, 미적으로 중요성을 인정받아 미국 국립영화등기부에 선정, 보존되었다.

## 줄거리
제1차 세계대전 초반, 독일의 한 학교에서 칸토렉 교수는 자신의 남학생들에게 조국을 수호하는 것의 영광에 대해 열정적인 연설을 한다. 이제 막 성인이 되어가는 이 소년들은, 파울 뵈머를 중심으로 감동을 받아 자발적으로 입대하고 제2중대의 일원이 된다. 그러나 이들이 꿈꾸던 전쟁의 낭만은, 가혹하고 비인간적인 훈련 속에서 곧 산산이 부서진다. 훈련을 맡은 히멜스토스 하사는 신병들을 상습적으로 학대하며 그들을 철저히 굴린다.
새로 편성된 이 병사들은 아직 부대에 도착하기도 전에 포격을 받으며 혼란스러운 전선에 도착한다. 그곳에서 그들은 냉담한 베테랑 병사들과 함께하게 되며, 아침부터 아무것도 먹지 못한 채 담배, 술, 비누를 내어주고 상등병 카츠(“캇”) 카친스키에게 훔친 돼지고기로 끼니를 해결한다.
이후 참호에서의 첫 전투 임무에 나선 소년들은 끔찍한 경험을 하게 된다. 동료 한 명이 전투 중 목숨을 잃고, 며칠간 계속된 포격으로 극심한 신경쇠약 상태에 빠진 또 다른 동료는 참호에서 탈출하려다 죽음을 맞이한다. 전투는 치열했으나 아무런 진전 없이 수많은 인명만 희생된다. 전투 후 2중대는 후방의 야전 취사장으로 이동하고, 전사자가 많다는 이유로 각 병사에게 두 배 분량의 식사가 지급된다. 식사 도중 병사들은 이번 전쟁의 원인과 전쟁 그 자체에 대한 의미를 담담하게 논의한다.
어느 날 히멜스토스가 전선에 배치되지만, 과거의 악명 탓에 동료들로부터 외면당한다. 결국 그는 제2중대와 함께 참호를 넘어 돌격하게 되고, 겁에 질린 채 전사한다. 파울은 전투 중 한 프랑스 병사를 칼로 찌르게 되고, 이후 파괴된 포탄 구덩이 안에서 천천히 죽어가는 그 병사와 밤을 함께 보낸다. 그는 적을 도우려 하지만 실패하고, 깊은 죄책감 속에 용서를 구한다. 마침내 독일군 진지로 돌아간 그는 카츠에게 위로를 받는다.
후방으로 이동하던 중 파울과 절친한 동료 알베르트 크롭은 포격에 의해 중상을 입고, 가톨릭 병원으로 이송된다. 파울은 '살아 돌아오는 경우가 없다는' 붕대 병동으로 보내지지만 기적적으로 회복한다. 그러나 알베르트는 다리를 절단당한 채 깊은 우울에 빠져 있으며, 파울은 그 모습을 지켜보며 복잡한 감정을 느낀다.
휴가를 받아 고향으로 돌아간 파울은 가족을 만나지만, 고국 사람들의 전쟁에 대한 무지와 낙관주의에 큰 충격을 받는다. 칸토렉 교수가 있는 학교를 방문한 그는 전쟁에 대한 경험을 이야기해달라는 요청을 받고, 뜻밖에도 전쟁에 대한 깊은 환멸을 표현한다. 이에 교수와 학생들은 파울을 겁쟁이라고 비난한다.
결국 휴가를 앞당겨 끝낸 파울은 자신을 이해할 수 있는 유일한 사람들이 있는 전선으로 복귀한다. 그러나 그곳에서 마주한 제2중대는 과거보다도 더 어린 신병들로 구성되어 있었고, 그에게 익숙한 얼굴은 티야덴 뿐이다. 그는 티야덴으로부터 옛 전우들의 운명을 듣고, 오랜 벗이자 스승과도 같았던 카츠를 찾아 나선다. 카츠는 식량을 구하러 갔다가 빈손으로 돌아오고, 두 사람은 서로를 반갑게 맞이하며 전쟁의 어두운 미래를 논의한다. 그러나 곧 폭탄이 근처에 떨어져 카츠의 정강이가 부러지고, 파울은 그를 들쳐 업고 야전 병원으로 데려간다. 하지만 도착했을 때는 이미 두 번째 폭발로 인해 카츠가 목숨을 잃은 상태였다. 깊은 상실감에 빠진 파울은 절망 속에 병원 밖으로 걸어 나온다. 그 뒤로 의료진들은 무심히 카드놀이를 계속한다.
마지막 전선에서, 파울은 참호 너머로 날아든 한 마리의 나비를 발견한다. 미소 지으며 그것을 잡으려 손을 뻗는 순간, 그는 적군 저격수의 총에 맞아 숨진다. 그 장면 위로, 전쟁 초기에 파울과 친구들이 처음 전선에 도착하던 모습이 겹쳐진다. 이는 그들이 어떻게 전쟁에 휩쓸렸는지를 상징적으로 보여주는 장면으로 막을 내린다.

## 캐스팅
- 루이스 월하임 (Louis Wolheim) - 캣 캐츠진스키 역 (주연)
- 루 에어스 - 파울 바우머 역 (주연)
- 존 레이 (John Wray) - 힘멜스토스 역 (주연)
- 아널드 루시 (Arnold Lucy) - 칸토렉 교수 역
- 벤 알렉산더 (Ben Alexander) - 프란츠 케머리히 역
- 스콧 콜크 (Scott Kolk) - 리어 역
- 오언 데이비스 주니어 (Owen Davis Jr.) - 피터 역
- 월터 로저스 (Walter Rogers) - 벤 역
- 윌리엄 베이크웰 (William Bakewell) - 앨버트 크롭 역
- 러셀 글리슨 (Russell Gleason) - 뮤엘러 역
- 리처드 알렉산더 (Richard Alexander) - 웨스트허스 역
- 해럴드 굿윈 (Harold Goodwin) - 디터링 역
- 슬림 섬머빌 (Slim Summerville) - 티아덴 역
- G. 팻 콜린스 (G. Pat Collins) - 버팅크 역
- 베릴 머서 (Beryl Mercer) - 바우머 부인(파울 어머니) 역
- 에드먼드 브리스 (Edmund Breese)

## 같이 보기
- 서부 전선 이상 없다 (1979년 영화)
- 서부 전선 이상 없다 (2022년 영화)